# Skapanthus
Skapanthus é um género botânico pertencente à família Lamiaceae.

## Espécie
Skapanthus oreophilus

## Nome e referências
Skapanthus (Diels ) C.Y.Wu & H.W.Li